# Kristův kostel (Innsbruck)
Kristův kostel je evangelický kostel v okrese Saggen v městě Innsbrucku v Tyrolsku, který byl postaven v letech 1905–1906. Je to hlavní kostel protestantské oblasti Salcburku a Tyrolska a je památkově chráněnou budovou.
V roce 1869 byla založena protestantská náboženská unie v Innsbrucku. Kvůli odporu bylo původně povoleno provozovat pouze domácí služby. V roce 1875 ministerstvo povolilo zřízení protestantských kostelů v Tyrolsku. V roce 1879 komunita získala opuštěnou školu v Kiebachgasse na starém městě, v jejíž kapli se konaly bohoslužby. V následujících letech komunita vzrostla na více než 1000 členů, takže od roku 1895 byl plánován nový kostel. V roce 1896 byl zřízen stavební fond, který byl naplněn dary, zejména z protestantských regionů Německa. Město Innsbruck poskytlo půdu v nově vybudovaném okrese Saggen. Do výběrového řízení bylo předloženo 86 návrhů a architekti Clemens Kattner a Gustav Knell byli pověřeni výstavbou. Kostel byl otevřen 20. května 1906.
V roce 1953 byl kostel přemalován a nové fresky vytvořil Toni Kirchmayr. V roce 2006 byl přeměněn na otevřené protestantské centrum. Za tímto účelem byl interiér kostela zrenovován a změněn.
Neogotická stavba kostela zahrnuje také novorománské prvky, jako jsou klenby a kruhové oblouky. Jednopodlažní loď s mělkým průsečíkem má na západě zužující se kuželovou věž se špičatou přilbovou střechou, která dominuje náměstí Martina Luthera. Nad portálem je socha Krista od Alexandra Illitsche. Vitráž v lodi ukazuje scény z Bible a historie protestantismu, které byly vytvořeny 1912/1914 podle návrhu malíře Bernarda Rice. V severním transeptu jsou portréty reformátorů Zwingliho, Luthera a Melanchthona od firmy Zettler z Mnichova (1907).
Během redesignu v roce 2006 se prostor výrazně změnil. Apsisová stěna byla opatřena dvěma velkými dveřními otvory a lavice byly odstraněny a nahrazeny mobilními sedadly. Podobně byly odstraněny schody v presbytáři, stejně jako oltář a kazatelna. Krucifix byl přesunut.